# Cost Plus World Market
Cost Plus World Market ist eine amerikanische Kette von Spezial-/Einzelhandels-Importgeschäften, die Wohnmöbel, Dekoration, Vorhänge, Teppiche, Geschenke, Kleidung, Kaffee, Wein, Craft-Bier sowie mehrere internationale Lebensmittelprodukte verkauft. Der Name der Marke geht auf das ursprüngliche, inzwischen aufgegebene Konzept zurück, Artikel für „Kosten plus 10 %“ zu verkaufen. Der aktuelle Hauptsitz befindet sich in Alameda, Kalifornien. Das Unternehmen war seit der Übernahme im Jahr 2012 zuvor eine Tochtergesellschaft von Bed Bath & Beyond. Es wurde 2021 verkauft.
Cost Plus eröffnete sein erstes Geschäft 1958 in der 2552 Taylor Street am Fisherman’s Wharf in San Francisco, Kalifornien. Dieser Standort wurde im Jahr 2020 endgültig geschlossen. Der Gründer William Amthor entdeckte, dass die San Franciscaner importierte Discount-Einzelhandelswaren liebten, als er einige zusätzliche Rattan-Möbel verkaufte. Amthor betrieb zu dieser Zeit ein kleines Möbelgeschäft in Familienbesitz in San Francisco, aber anstatt die Rattanmöbel in seinem Geschäft auszustellen, mietete er 4.000 Quadratfuß (370 m²) Lagerfläche in der Fisherman’s-Wharf-Gegend von San Francisco. Die Rattanmöbel verkauften sich schnell, was Amthor davon überzeugte, den Import von Waren als neues Geschäft zu beginnen. Später im Jahr 1958 eröffnete er sein erstes Geschäft, das sich ausschließlich importierter Ware widmete, und begann mit dem Import von Korbwaren in Schiffsladungen. Im Jahr 1962 wurde mit Hilfe der Tandy Corporation eine weitere Importkette namens Cost Plus Imports in Texas gegründet. Diese Geschäfte wurden 1965 in Pier 1 Imports umbenannt und 1966 verkauft.
Der Erfolg in San Francisco veranlasste Amthor dazu, schnell weitere Geschäfte in der Bay Area und später in anderen Bundesstaaten zu eröffnen. Heute gibt es 258 Filialen in 39 Bundesstaaten und Washington, D.C.
In den 1990er Jahren verlagerte Cost Plus das Branding seiner Geschäfte auf den Cost Plus World Market oder einfach auf den Weltmarkt in Märkte, die für die Marke neu waren (im Allgemeinen in den östlichen oder südlichen Regionen der Vereinigten Staaten). Im Jahr 1996 ging Cost Plus World Market an die Börse und begann den Handel an der NASDAQ-Börse.
Im Februar 2006 meldete Cost Plus einen Quartalsgewinn von 125 Millionen US-Dollar mit einem Umsatz von 367 Millionen US-Dollar für das 4. Fiskalquartal 2006. Der Jahresgewinn betrug 280 Millionen US-Dollar bei einem Umsatz von über 800 Millionen US-Dollar. Cost Plus wurde 2012 von Bed Bath & Beyond übernommen.
Im Jahr 2014 startete Cost Plus World Market einen Online-Shop mit Crowdsourcing-Modell namens Craft by World Market. Die Website veröffentlicht Artikel für jeweils einen Monat und verkauft nur Produkte mit einer bestimmten Anzahl von Vorbestellungen, um sicherzustellen, dass genügend Kunden die Produkte kaufen.
Im Oktober 2019 gab Bed Bath and Beyond die bevorstehende Schließung von 60 Geschäften bekannt; 40 der geschlossenen Läden werden Bed-Bath-and-Beyond-Standorte sein, während 20 World Market oder andere Tochtergesellschaften sein werden. Später folgte die Entscheidung des Unternehmens, Cost Plus World Market bis Februar 2021 an Front Burner Retail LP zu verkaufen.